# Trebbiano di Soave
Le trebbiano di Soave est un cépage italien de raisins blancs.

## Origine et répartition géographique
Le cépage « Trebbiano di Soave » est classé cépage d'appoint en DOC Capriano del Colle, Castelli Romani, Colli Berici, Lugana, Recioto di Soave et Soave. Il est classé recommandé ou autorisé dans de nombreuses provinces des régions Lombardie et Vénétie. En 1998, sa culture couvrait 2 449 ha.

## Caractères ampélographiques
- Extrémité du jeune rameau cotonneux, vert blanchâtre à liserè carminé.
- Jeunes feuilles duveteuses, vert jaunâtre.
- Feuilles adultes, 3 à 5 (rarement)  lobes avec des sinus supérieurs peu profonds,  un sinus pétiolaire en lyre étroite ou fermée à bords superposés, des dents ogivales, étroites, en deux séries, un limbe duveteux.

## Aptitudes culturales
La maturité est de quatrième époque tardive : 40 jours après le chasselas.

## Potentiel technologique
Les grappes sont moyennes à grandes et les baies sont de taille moyenne. La grappe est cylindrique allongée et  ailée. Le cépage est de bonne vigueur et productif. 
Les vins sont de couleur jaune, généralement de qualité ordinaire.

## Synonymes
Le trebbiano di Soave est connu sous les noms de terbiana, turbiano, turbiana moscato, turviana, trebbiano di lugana, trebbiano verde, trebbiano veronese